# Edmond Marie Lefebvre du Preÿ
Pour les articles homonymes, voir Lefebvre du Prey.
Edmond Marie Lefebvre du Preÿ est un homme politique français né le 16 août 1834 à Saint-Omer (Pas-de-Calais) où il est décédé le 18 février 1910.

## Biographie
Fils de Narcisse Lefebvre du Preÿ, issu d'une ancienne famille de l'Artois, Edmond Marie Lefebvre du Preÿ fut nommé administrateur adjoint des hospices de Saint-Omer, puis appelé à remplir les fonctions de maire de cette ville. Il les conserva jusqu'au 4 septembre 1870, et les reprit quelque temps, en 1874, sous le ministère de Broglie. Il fut désigné, aux élections législatives du 14 octobre 1877, comme le candidat officiel du gouvernement du seize-mai dans la 1re circonscription de Saint-Omer : il réunit 5 387 voix contre 5 628 à M. Devaux, député sortant, réélu.
M. Lefebvre du Prey fut plus heureux, dans le même collège, en 1882, lorsque la nomination de M. Devaux, son ancien concurrent, comme sénateur, rendit son siège vacant. Il fut élu au second tour de scrutin le 12 mars contre M. Fontenier, prit place à droite, fit de l'opposition au gouvernement et repoussa les crédits de l'expédition du Tonkin. En août 1883, il devint conseiller général du Pas-de-Calais.
Porté, le 4 octobre 1885, sur la liste du Pas-de-Calais, il fut élu  député de ce département, le 4e sur 12. M. Lefebvre du Prey suivit la même ligne politique que précédemment, combattit les divers ministères de la législature et se prononça en dernier lieu contre le rétablissement du scrutin d'arrondissement (11 février 1889), pour l'ajournement indéfini de la révision de la Constitution, contre les poursuites, contre trois députés membres de la Ligue des patriotes, contre le projet de loi Lisbonne restrictif de la liberté de la presse, contre les poursuites contre le général Boulanger.
Au renouvellement de 1889 Lefebvre du Prey fut balayé par la vague antiboulangiste : il se présenta dans la 1re circonscription de Saint-Omer qui choisit d'élire le ministre des Affaires étrangères Ribot par 6 092 voix sur 11 278 votants, ne lui accordant que 4 491 suffrages.
Il devait revenir à la charge aux renouvellements de 1893 et de 1898 sans parvenir à arracher le siège à Alexandre Ribot. Edmond Lefebvre du Prey était président du conseil d'administration de la Caisse d'épargne et de la Société de secours mutuels de Saint-Omer et consacrait ses loisirs à la Société des antiquaires de la Morinie.
Il mourut le 18 février 1910 à Saint-Omer, à l'âge de 76 ans.

## Vie familiale
Fils cadet de Narcisse Lefebvre du Prey et Célestine Joseph Hermand (1803 - Saint-Omer (Pas-de-Calais) † 29 novembre 1840 - Saint-Omer), Edmond Marie se maria et eut pour enfants :
- Edmond Lefebvre du Prey, marié, dont postérité ;
- quatre filles et quatre fils, mariés, dont postérité.

## Sources
- « Edmond Marie Lefebvre du Preÿ », dans Adolphe Robert et Gaston Cougny, Dictionnaire des parlementaires français, Edgar Bourloton, 1889-1891 [détail de l’édition]